# Wymieranie dewońskie

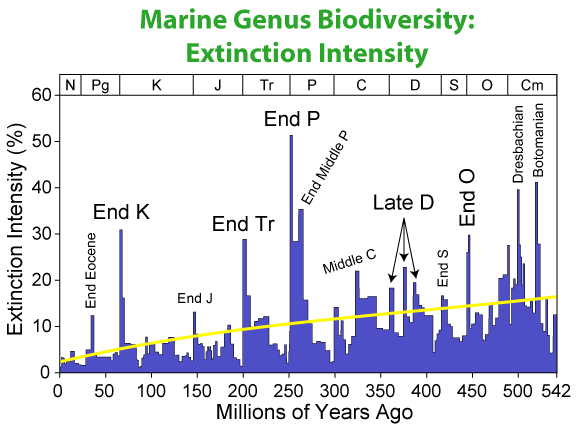
Intensywność wymierań organizmów morskich na przestrzeni poszczególnych okresów geologicznych: Botomanian - wczesny kambr, Dresbachian - późny kambr, End O - koniec ordowiku, End S - koniec syluru, Late D - górny dewon, Middle C - środkowy karbon, End Middle P - koniec środkowego permu, End P - koniec permu, End Tr - koniec triasu, End J - koniec jury, End K - koniec kredy, End Eocene - koniec eocenu

Wymieranie dewońskie – masowe wymieranie w późnym dewonie, mające miejsce około 374 milionów lat temu, na granicy fran-famen. W jego wyniku zniknęło 40% wszystkich rodzajów organizmów morskich, przede wszystkim fauna rafowa: koralowce czteropromienne, fauna pelagiczna, konodonty, amonity, tentakulity. Całkowicie wymarły dwa rzędy ramienionogów: Atrypida i Pentamerida.
Wymieranie dewońskie wiąże się z całym szeregiem zmian w obrębie systemu atmosfera-ocean, które następowały szybko, lecz nie natychmiastowo. W zapisie kopalnym na całym świecie zachowały się świadectwa dwóch epizodów anoksycznych (beztlenowych) w głębokich wodach dewońskich oceanów: zdarzenie dolny oraz górny Kellwasser. Szczególnie to drugie doprowadziło do masowego wymierania gatunków. Pod koniec dewonu, ok. 360 milionów lat temu, miało miejsce zdarzenie Hangenberg, będące końcowym epizodem wymierania dewońskiego.

## Kryzysy Kellwasser
Bardzo charakterystyczne dla granicy franu i famenu jest wystąpienie czarnych łupków. Bogate w materię organiczną warstwy Kellwasser, o miąższości od 0,5 do 2 m tworzyły się w warunkach wysokiego poziomu mórz. W osadach pojawia się także anomalia irydowa związana najprawdopodobniej z uderzeniem wielkiego meteorytu. Zmniejszona zawartość tlenu w morzach nie mogła być główną przyczyną wymierania, ponieważ dotknęło ono także organizmy płytkowodne, w tym zespoły raf tabulatowo-stromatoporoidowych, które wymarły w okresie dzielącym oba kryzysy Kellwasser.
Wymieranie dewońskie dotknęło przede wszystkim organizmy żyjące w tropikach; organizmy zamieszkujące basen Parany, znajdujący się wówczas w pobliżu bieguna południowego, nie doświadczyły silnego epizodu wymierania. Wskazuje to, że główną przyczyną wymierania było ochłodzenie wód oceanów. Po każdym z epizodów Kelwasser następowało eustatyczne obniżanie poziomu wód oceanu światowego, prawdopodobnie związane z ekspansją lądolodów na południowym kontynencie Gondwany.

## Inne kryzysy biotyczne w dewonie

### Kryzys Taghanic
W późniejszej części środkowego żywetu miało miejsce wymieranie Taghanic.

### Kryzys Hangenberg
Pod sam koniec famenu (i dewonu) miał miejsce kryzys Hangenberg, mniejszy epizod wymierania, który doprowadził do niemal zupełnego wyginięcia m.in. akritarchy i ryby pancerne. W ciągu dewonu zwierzęta morskie stopniowo zwiększały rozmiary ciała, zgodnie z regułą Cope’a; trend ten utrzymywał się aż do wymierania. Na skutek zaburzenia ekosystemu wyginęły duże gatunki zwierząt, podczas gdy przetrwały mniejsze, potrafiące rozmnożyć się szybciej. Analizy ekosystemu ukazały, że przez 40 milionów lat po wymieraniu utrzymywał się odwrotny trend: średni rozmiar ciała malał, zanim sytuacja powróciła do normy.

## Hipotezy katastrof kosmicznych
Postawiona została hipoteza, że trzy miliony lat przed kryzysem Kellwasser w Nevadzie miał miejsce upadek ciała niebieskiego. Śladem po uderzeniu meteorytu miałby być tzw. krater Alamo; impaktowe pochodzenie tej struktury nie jest jednak potwierdzone. Średnicę domniemanego krateru oceniano wstępnie na od 20 do 150 km, ocenę tę później zmieniono na od 44 do 65 kilometrów. Byłby to tzw. „mokry impakt” czyli uderzenie ciała niebieskiego w powierzchnię morza. W odróżnieniu od wymierania kredowego (66 milionów lat temu), zamiast doprowadzić do prawie natychmiastowej zagłady większości organizmów, uderzenie to miałoby zainicjować zmiany w ekosystemach.
Nie ma niezbitych dowodów na związek katastrofy kosmicznej z wydarzeniem Hangenberg, ale 364 miliony lat temu w Australii Zachodniej powstał krater uderzeniowy Woodleigh, który ma co najmniej 40 km średnicy. Duży impakt nie mógł zostać bez wpływu na środowisko, jednak jego skala pozostaje nieznana.

## Zanieczyszczenie wulkaniczne
Przyczyną wymierania mogło być również zanieczyszczenie środowiska spowodowane przez metylortęć pochodzącą z silnej aktywności wulkanicznej.